# Islas Las Tueras
Islas Las Tueras är en ögrupp i Mexiko. Öarna ligger i lagunen Ensenada Pabellones och tillhör kommunen Culiacán i delstaten Sinaloa, i den västra delen av landet.